# Columns
Columns (コラムス en japonés, también llamado Jewels y Shapes and Columns en Brasil) es un videojuego arcade del género puzle muy similar a Tetris. Fue creado en 1989 por Jay Geertsen (no Geertson, como se acredita erróneamente en la versión para Windows) de Hewlett-Packard para el X Window System. Nathan Meyers lo portó a DOS, Chris Christensen al Apple Macintosh. John Rotenstein creó la primera versión para Windows basándose en la versión de Christensen para Macintosh. También fue portado al Atari ST en el modo monocromo de alta resolución. En 1990 Jay Geertsen vendió los derechos a Sega que lo portó a sus plataformas arcade Sega System C-2 y Sega Mega-Tech y a casi todas sus videoconsolas, además de darle el aspecto visual de joyas.

## Descripción
El juego tiene lugar en una especie de estrecho pozo rectangular análogo al de Tetris. Columnas compuestas por tres piezas diferentes (por ejemplo, joyas de distinto color) aparecen, una a la vez, desde la cima del pozo y caen hasta su fondo, aterrizando bien en su base o sobre otras columnas caídas previamente.
Mientras cae, el jugador puede mover la columna a izquierda y derecha, así como rotar las posiciones de las piezas que la componen.
Si tras caer una columna hay en el pozo tres o más piezas iguales conectadas en línea recta tanto horizontal, como vertical o diagonalmente, dichas piezas desaparecen; reposicionándose el resto de piezas por efecto de la gravedad. Si dicho reposicionamiento vuelve a provocar que tres o más piezas iguales vuelvan a alinearse, estas también desaparecen y el montón restante vuelve a recolocarse. Este proceso se repite tantas veces como sea necesario. No es raro que esto suceda tres o cuatro veces consecutivas - aunque normalmente se trata de un hecho casual provocado por un gran número de piezas acumuladas en el pozo.
Ocasionalmente aparece una columna especial denominada la Joya Mágica. Esta brilla en diferentes colores y, al aterrizar, destruye todas las piezas del mismo color que la que se encuentra bajo ella. 
Como Tetris, las columnas caen a un ritmo cada vez mayor a medida que el jugador progresa. El objetivo del juego es jugar el mayor tiempo posible antes de que el pozo se llene de piezas.

## Versión de SEGA Master System
La versión de SEGA Master System es notablemente diferente de la original arcade.
- Su música es diferente, con un sonido más aflautado.
- Sus gráficos son menos caricaturescos, más artísticos.
- Cuenta con la opción de cambiar las piezas de joyas a frutas, cuadrados o figuras de cartas (tréboles, diamantes, picas).
- Tiene la música de Tetris (Sega) en el modo "Flash".

## Otros modos de juego
Algunas versiones ofrecen modos de juego alternativos, por ejemplo:
- Flash columns : El jugador debe abrirse camino a través de un cierto número de líneas hasta llegar a una joya brillante situada en el fondo. Se puntúa en función del tiempo empleado en lograr este objetivo.
- Dobles : Donde dos jugadores juegan en modo cooperativo en el mismo pozo.
- Contrarreloj : Tres minutos para obtener la máxima puntuación.

## Versiones y secuelas
Al ser producido por Sega, existen versiones de Columns en Sega Master System, Mega Drive/Genesis, Sega CD, Sega Game Gear, Sega Saturn y Sega Dreamcast. En 1991 Systemsoft lo porta a NEC PC-9801, Telenet Japan a TurboGrafx-16 y Compile a MSX 2 (distribuido por Telenet Japan).
Se han producido multitud de secuelas y derivados del juego:
- Super Columns (Sega Game Gear)
- Columns II: The Voyage Through Time (arcade)
- Columns III: Revenge of Columns (Sega Mega Drive)
- Columns 97 (Arcade y Sega Saturn)
- Hanagumi Taisen Columns: Sakura Wars (arcade Sega ST-V Titan y Sega Saturn)
- Hanagumi Taisen Columns 2: Sakura Wars (Sega Dreamcast)
- Columns GB : Tezuka Osamu Characters (Game Boy/Game Boy Color)
- Columns Crown (Game Boy Advance)
- Molums 2018 (iOS App Store - Android Play Store)

así como compilaciones y reediciones:
- Columns Arcade Collection en Sega Saturn
- Sega Ages vol 07: Columns en PlayStation 2
- SEGA MEGA DRIVE Ultimate Collection en PlayStation 3 y Xbox 360

Como Tetris, Columns cuenta con gran cantidad de clones en diferentes ordenadores. Existe un clon para Commodore Amiga llamado Squigs, así como un juego desarrollado en Java fuertemente inspirado en él llamado Yahoo! towers, que puede jugarse a través de Internet, y que permite el juego simultáneo para hasta ocho jugadores. Asimismo, Coloris es una variante para Commodore Amiga 500 publicada por AveSoft. En 1991 el grupo de programadores ruso Piter desarrolló una versión no oficial para ZX Spectrum. Se pueden contabilizar unos 30 juegos derivados o inspirados en Columns.

## Música
Uno de los temas más reconocibles de Columns se llama Clotho, presumiblemente relacionado con la Moira griega homónima, debido a la influencia griega de parte de la estética del juego. Entre el resto de temas incluidos se encuentran Atropos y Lathesis, nombres de las otras Moiras.